# The Kill-Joy
The Kill-Joy è un film muto del 1917 diretto da Fred E. Wright e prodotto dalla Essanay di Chicago.

## Produzione
Il film fu prodotto dalla Essanay Film Manufacturing Company.

## Distribuzione
Distribuito dalla George Kleine System, il film - un mediometraggio di quattro bobine - uscì nelle sale cinematografiche statunitensi il 19 novembre 1917.